# Boltenia ovifera
Boltenia ovifera är en sjöpungsart som först beskrevs av Carl von Linné 1767.  Boltenia ovifera ingår i släktet Boltenia och familjen lädermantlade sjöpungar. Inga underarter finns listade.